# Uiryeong
Der Landkreis Uiryeong (kor.: 의령군, Uiryeong-gun) befindet sich in der Provinz Gyeongsangnam-do. Der Verwaltungssitz befindet sich in der Stadt Uiryeong-eup. Der Landkreis hatte eine Fläche von 483 km² und eine Bevölkerung von 27.933 Einwohnern im Jahr 2019.
Am Abend des 26. April 1982 verübte der Polizist Woo Bum-kon in mehreren Dörfer des Landkreises eine Mordserie. Insgesamt wurden 56 Menschen getötet und 35 weitere bei dem schlimmsten nicht-terroristischen Amoklauf in der Geschichte Südkoreas verwundet.

## Persönlichkeiten
- Lee Byung-chull (1910–1987), Unternehmer und Gründer von Samsung

Lage des Landkreises in Südkorea